# دراگون کوئست ۹
دراگون کوئست ۹: نگهبانان آسمان‌های پرستاره (به انگلیسی: Dragon Quest IX: Sentinels of the Starry Skies) یک بازی ویدئویی نقش آفرینی است که توسط استودیو لول-۵ و اسکوئر انیکس برای نینتندو دی‌اس ساخته شده‌است. اسکوئر انیکس در ژاپن در سال ۲۰۰۹ و نینتندو در خارج از ژاپن در سال ۲۰۱۰ بازی را منتشر کردند. در مجموعه دراگون کوئست این اولین بازی است که اجازه شخصی‌سازی بازیکن را می‌دهد و دارای حالت چندنفره با امکان تجارت نقشه‌های گنج و قرض دادن شخصیت‌های بازیکن از طریق وای-فای نینتندو است. سرورهای آنلاین بازی در سال ۲۰۱۴ بسته شد.